# Elisabeth Stadler
Elisabeth Stadler (* 1. Dezember 1961 in Langenlois, Niederösterreich) ist eine österreichische Managerin.

## Leben
Elisabeth Stadler wurde am 1. Dezember 1961 in Langenlois, Niederösterreich geboren. Von 1980 bis 1983 studierte sie an der TU Wien Versicherungsmathematik und schloss das Studium mit dem Titel „akademisch geprüfter Versicherungsmathematiker“ ab. Nach dem Abschluss des Studiums trat sie in die damalige Bundesländerversicherung ein, bis sie im Dezember 2003 zum Vorstand der UNIQA Personenversicherung AG und Call Direct Versicherung AG gewählt wurde. Im Jänner 2005 wurde sie Vorstand der Raiffeisen Versicherung AG und der FinanceLife Lebensversicherung AG. Diese Tätigkeiten führte sie parallel zu den bereits bestehenden Vorstandspositionen aus. Im November 2009 schied Elisabeth Stadler aus der UNIQA Gruppe und der Raiffeisen Versicherung aus und wurde Vorstandsvorsitzende der ERGO Austria International AG. In dieser Position verblieb sie bis 31. August 2014, bevor sie im Anschluss Generaldirektorin der Donau Versicherung AG Vienna Insurance Group wurde.
Mit 1. Jänner 2016 wurde Elisabeth Stadler Vorstandsvorsitzende der Vienna Insurance Group (VIG). In dieser Funktion wurde sie vom Aufsichtsrat bis 30. Juni 2023 bestellt. Im November 2022 wurde Hartwig Löger vom Aufsichtsrat zu ihrem Nachfolger als Vorstandsvorsitzender der VIG ab dem 1. Juli 2023 bestellt.
Außerdem ist Elisabeth Stadler Mitglied in der Internationalen Aktuarvereinigung, Präsidentin der Gesellschaft für Versicherungsfachwissen, Vizepräsidentin des Österreichischen Roten Kreuzes und Delegierte zum Wirtschaftsparlament der Wirtschaftskammer Wien. Vom österreichischen Industriemagazin wurde sie 2020 auf der Liste der 1000 einflussreichsten österreichischen Manager auf Platz neun gereiht.

## Diverse Aufsichtsratsfunktionen
- Wiener Städtische AG Vienna Insurance Group
- DONAU Versicherung AG Vienna Insurance Group
- Kooperativa, pojist'ovna, a s Vienna Insurance Group
- BTA Baltic Insurance Company AAS
- InterRisk Versicherungs-AG Vienna Insurance Group
- InterRisk Towarzystwo Ubezpieczeń S. A. Vienna Insurance Group
- OMV[6][7]
- voestalpine[8]

## Auszeichnungen
- Berufstitel Professorin (2014)
- Kommerzialrätin (2017)
- Großes Silbernes Ehrenzeichen für Verdienste um die Republik Österreich (2019)[9]